# Симфонія № 41 (Моцарт)
Симфонія № 41 В. А. Моцарта, до мажор (K. 551) завершена 10 жовтня 1788. і є останньою симфонією композитора. Цю симфонію називають також Юпітер (Jupiter), однак ця назва не є авторською, вперше вона з'явилася у фортепіанному перекладі Дж. П. Селмона. На думку Дж. Грува ця симфонія є «найвеличнішим оркестровим твором, що передував Французькій революції».

## Створення і виконання
41-а симфонія є останньою з трьох симфоній, які Моцарт написав протягом літа 1788 року. На думку Робінса Лендона перед написанням твору композитор вивчав, згодом частково наслідуючи, Симфонію № 39 Йоганна Гайдна. Паралельно Моцарт писав фортепіанні тріо мі мажор та до мажор, Сонату для фортепіано № 16 та Сонатіну для скрипки.
Достеменно невідомо, чи була виконана ця симфонія за життя композитора. Згідно з О. Е. Дойчем, у цей час Моцарт готував серію «Канцертів у Казино» в новому казіно в Шпіґельґлассе, однак не можна точно встановити, чи відбулася ця серія концертів, чи, можливо, Моцарт втратив до неї інтерес.

## Структура
Симфонія складається з чотирьох частин:
1. Allegro vivace, 4/4
2. Andante cantabile, 3/4
3. Menuetto: Allegretto — Trio, 3/4
4. Molto allegro, 2/2

Склад оркестру — флейта, 2 гобої, 2 фаготи, 2 валторни, 2 труби, літаври, група струнних. Особливістю цієї симфонії є те, що весь її розвиток веде до монументального фіналу, що вінчає симфонію, як величний купол вінчає грандіозний собор.

### Перша частина
Перша частина написана у сонатній формі і містить три контрастні теми, що мають самостійне мелодійне значення: теми головної, побічної й заключної партій. Сама тема головної партії (що нерідко буває в Моцарта) містить у собі яскравий внутрішній контраст, вона складається із двох елементів:
Ця ж тема лежить в основі сполучної партії, особливо її другий елемент, що одержує секвенційний розвиток.
Побічна партія написана у домінантовій тональності (соль мажор) — вона легка і рухлива:
У процесі подальшого викладу побічної партії в неї вклинюється другий елемент головної партії, завдяки чому створюється єдність між контрастними головною й побічною партіями.
Заключна партія будується на самостійному тематичному матеріалі. Стверджуючи домінантову (соль-мажорну) тональність, вона завершує експозицію:
Родзинкою цієї симфонії є 5-голосне фугато, в якому проводяться 5 основних тем симфонії в кінці четвертої частини. Основною темою фіналу є тема, що являє собою перші чотири ноти з Меси Missa Pange lingua Жоскена Депре: